# Gregory Vlastos
Gregory Vlastos (27 juillet 1907-12 octobre 1991) est un historien de la philosophie antique.

## Travaux
Ses travaux portent essentiellement sur les Présocratiques, Socrate et Platon. À l’instar de G. E. L. Owen, il est considéré comme un des universitaires dont le travail a contribué au renouveau des études sur la philosophie ancienne dans le monde anglo-saxon. Son article The Third Man Argument in the Parmenides est à l'origine du regain d'intérêt pour l'argument du troisième homme. Il y a forgé le concept de self-prédication.

## Publications
- Platonic Studies, Princeton, N.J., Princeton University Press, 1973.
- Plato's Universe, Oxford, Clarendon press, 1975.
- Socrates : ironist and moral philosopher, Cambridge, New York, Melbourne, C.U.P., 1991 ; trad. française de Catherine Dalimier, Socrate : ironie et philosophie morale, Paris, Éditions Aubier-Montaigne, 1994.
- Socratic Studies, (éd. par Myles Burnyeat), Cambridge, Cambridge University Press, 1994
- Studies in Greek philosophy Volume I: The Presocratics, (éd. par Daniel W. Graham), Princeton, N.J., Princeton University Press, 1995.
- Studies in Greek philosophy Volume II: Socrates, Plato and their tradition, (éd. par Daniel W. Graham), , Princeton, N.J., Princeton University Press, 1995.